# Мірча Дьякону
Мірча Дьякону (рум. Mircea Diaconu; 24 грудня 1949, Вледешті, жудець Арджеш — 14 грудня 2024, Бухарест) — румунський актор театру і кіно, педагог, політик, міністр культури Румунії (2012). Депутат Європейського парламенту (з 2014).

## Біографія
У 1971 закінчив факультет акторської майстерності в столичному театральному інституті «І. Л. Караджале» (нині Національний університет театру і кіно «І. Л. Караджале» (Бухарест)).
У 1970 вперше виступив на сцені Театру Буландра в спектаклі «Голоси трави» Трумена Капоте. Рік по тому отримав свою першу роль в кіно у фільмі «Весільний камінь».
З 1972 — артист Театру Буландра, в 1982, вступив до трупи театру Ноттара. У 1990 пішов з театру, ставши першим артистом Румунії, який добровільно покинув стіни театрального закладу, і став займатися вільною акторською діяльністю.
Знявся у багатьох касових румунських кінофільмах.
Пізніше зайнявся викладацькою роботою, був професором театральної академії, директором Театру Ноттара.
З кінця 1980-х — активний політик. Член румунської Національної ліберальної партії.

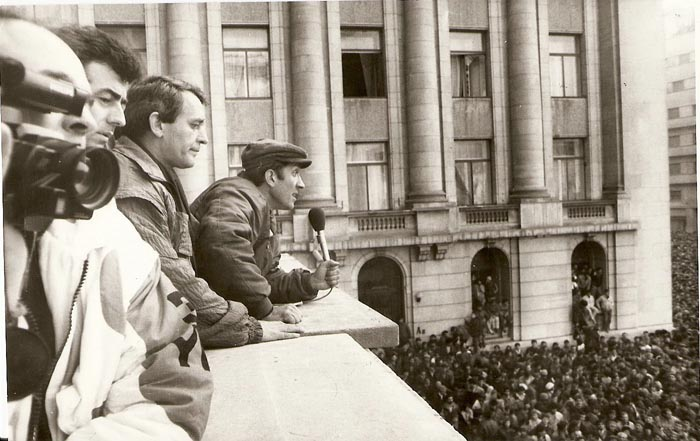
Мірча Дьякону, Бухарест, 1989

Учасник румунської революції 1989, що призвела до повалення уряду президента Ніколае Чаушеску.
У 2008-2012 був обраний в сенат країни від своєї партії. У травні 2012 призначений на посаду міністра культури Румунії. Через кілька тижнів відмовився від міністерського крісла після рішення суду, згідно з яким він не може суміщати роботу міністра, працюючи директором театру і сенатором.
У 2014 Дьякону як незалежний депутат з успіхом брав участь у виборах і став членом Європарламенту VIII каденції від Румунії.
На виборах Президента Румунії у 1-у турі 10 листопада 2019 року зайняв 4-е місце.

## Ролі в кіно
- 1972 — Вибух / Explozia
- 1974 — Пастка
- 1974 — Актор і дикуни / Actorul сі salbaticii
- 1977 — Філіп Добрий / Filip cel Bun
- 1978 — Операція «Автобус» / Actiunea «Autobuzul»
- 1979 — Пророк, золото і трансильванці (фільм)
- 1979 — Перед мовчанням / Inainte de Tacere
- 1979 — Акторка, долари і трансильванці / Artista, dolarii si Ardelenii
- 1981 — Трансильванці на дикому Заході / Pruncul, petrolul si Ardelenii
- 1981 — Чому дзвонять дзвони, Мітіке? / De ce trag clopotele, Mitică?
- 1983 — Візок з яблуками / Caruta cu mere
- 1985 — Обіцянки / Promisiuni
- 1993 — Шкаралупа / Găoacea
- 1995 — Данила Перепеляк / Danila Prepeleac
- 1996 — Асфальтове танго / Asfalt tango
- 2002 — Філантропія / Filantropica
- 2006 — Як я зустрів кінець світу / Cum mi-am petrecut sfarsitul lumii
- 2006 — Хвора любов / Legaturi bolnavicioase